# Sancy-les-Meaux
Sancy-les-Meaux è un comune francese di 389 abitanti situato nel dipartimento di Senna e Marna nella regione dell'Île-de-France.

## Società

### Evoluzione demografica
Abitanti censiti